# JIS X 0213

オイラー図（JIS X 0208、JIS X 0212、JIS X 0213等の漢字集合）

JIS X 0213は、JIS X 0208:1997を拡張した日本語用の符号化文字集合を規定する日本産業規格 (JIS) である。規格名称は「7ビット及び8ビットの2バイト情報交換用符号化拡張漢字集合」である。
2000年1月20日に制定、2004年2月20日、2012年2月20日に改正された。2000年に制定されたJIS X 0213:2000は通称「JIS2000」と呼ばれている。2004年に改正されたJIS X 0213:2004は通称「JIS2004」と呼ばれている。
JIS X 0208を拡張した規格で、JIS X 0208が規定する6879字の図形文字の集合に対して、日本語の文字コードで運用する必要性の高い4354字が追加され、計1万1233字の図形文字を規定する。JIS X 0208を拡張する点においてJIS X 0212:1990と同目的であるが、JIS X 0212とJIS X 0213との間に互換性はない。JIS X 0212がJIS X 0208にない文字を集めた文字集合であるのに対し、JIS X 0213はJIS X 0208を包含し更に第三・第四水準漢字などを加えた上位集合である。

## 特徴
JIS X 0212（補助漢字）が頻度調査を中心に追加文字を選定し、典拠用例などは諸橋大漢和への参照情報を付加した程度だったのに対し、JIS X 0213ではJIS X 0208:1997 (JIS97) においてJIS X 0208の収載字体の用例・典拠を徹底して調べ上げ、同定したのと同様の手法で一般に使われる字（狭義の字体。以後「字」は狭義の「字体」を指す）でJIS X 0208に収録されていないものを追加した。そのため、JIS X 0212と同じ字が含まれていることもあるが、JIS X 0212では収録されていてもJIS X 0213では包摂規準を使って特に増やさなかった字がある。
拡張にあたっては、JIS X 0208の1997年改正で保留領域とされた部分に字を増やす方針で行われ、非漢字659字、第三水準として1249字、第四水準として2436字を追加した。実装では、JIS X 0208:1997で保留領域とされた部分に非漢字及び第三水準の文字を入れて第一面とし、その後ろに第四水準の文字を第二面として加えた。さらに2004年の改正で、第三水準に10字が追加され、168字の例示字形が変更された。
第二面は第一面と同じく94区94点で構成されているが、そのうち文字の存在する符号領域は1, 3–5, 8, 12–15, 78–94区に限られる。この奇妙な配置はJIS X 0212補助漢字の存在する場所を避けた結果である。これによりEUCエンコードされた文章でJIS X 0212補助漢字を用いたものとJIS X 0213第二面を用いたものの判別が可能である。さらに両方を用いることも原理的には可能である（ただし、その規格は存在しない）。
しかし、JIS X 0208:1997で保留領域とされた部分は、過去のJIS X 0208で自由領域とされ、実装各社によって外字領域として使用されていた部分であり、実態としては既に使われている領域であった。ここに新たに文字を配置した規格案に対し実装各社側より意見があり、最終審査において各種符号化方式が「参考」（規格本体ではない）とされることになった。その一方で、JIS X 0208の空き領域を規定通り未使用としていたUNIX系ソフトウェアでは対応が比較的容易であり、複数の実装が存在する。

## JIS X 0208に対して追加された文字の概略
- 非漢字

  - 記述記号 - 逆疑問符、二分ダーシ、ダブルハイフン等
  - 音声記号類 - セディーユ 、マクロン、声調記号等（合成可能含む）
  - 準仮名・漢字 - くの字点、ゆすり点、ます記号等
  - 括弧記号 - ダブルミニュート、二重括弧、ギュメ等
  - 学術記号 - 空集合、アレフ、エイチバー（プランク定数）等
  - 単位記号 - ユーロ記号、リットル等
  - 一般記号 - 著作権表示記号、トランプ記号、ビュレット、斜め矢印等
  - ローマ数字（大文字・小文字）
  - 分数
  - 拡張ラテン文字 - ダイアクリティカルマーク付きラテン文字各種
  - 平仮名 - 半濁点付きのか行（鼻濁音）、「ヴ」「ヵ」「ヶ」に対応する平仮名
  - 片仮名 - 半濁点付きのカ行（鼻濁音）、濁点付きのワ行、アイヌ語表記用片仮名
  - ギリシア文字 - ファイナルシグマ（語末形）
  - 丸付き数字、丸付き英小文字、丸付き片仮名
  - 歯種記号左上、左下、右上、右下、正中過剰歯、上顎、下顎、（波付、波なし）
  - 国内実装互換 - 組文字の「トン」、「ドル」等
  - ラテン1 (ISO/IEC 8859-1) 互換 - ソフトハイフン、上付き数字、ノーブレークスペース
- 漢字

  - 第3水準漢字（以下の文字を含む）
    - JIS X 0208:1983で字体が大きく変更された29文字
    - 人名用漢字許容字体（現在は人名用漢字に統合されている）・常用漢字表康熙字典体別掲字 [2]
    - 地名
    - 部首

  - 第4水準漢字
    - 第3水準以外で頻繁に使用される漢字

## 文字の表記方法
JIS X 0213ではJIS X 0208まで用いられていた「区点」に「面」を加え「面区点」となり、「面-区-点」でコード表記を行う。例えば1面3区33点の「A」は「1-3-33」とあらわす。

## 符号化方式

### JISベースの文字コード
符号化方式は、ISO/IEC 2022にそった形のみ「規定」としてあり、ISO-2022-JP-2004、Shift_JIS-2004、EUC-JIS-2004は「参考」として記述がある。これらのコード名は今のところIANAが登録していないので、MIME等では "X-" で始まる私用の名称として用いる必要があることになる。
Shift_JIS-2004は、macOSやJava 7などでは既に実装しているが、Windowsでは従来のシフトJIS（コードページ932）と互換性がないことを理由に実装していないため、広く利用することができない。

### Unicodeとの対応
JIS X 0213制定当時はいくつかの文字に対応するUnicode符号が存在しなかったが、Unicode 3.1およびUnicode 3.2で追加された。ただし、符号化にあたり注意点がある。

#### サロゲートペア
- 漢字の内CJK互換漢字領域に追加されたものを除くと基本多言語面 (BMP) 外のCJK統合漢字拡張Bに追加されることとなった。該当する文字は初版に302字、2004年追加分に1字の計303字ある。これらを使用する場合は、UTF-8では4バイト長コードに、UTF-16ではサロゲートペア（代用対）に対応する必要がある。UTF-32に対応している場合はそのまま使用可能である。
  - 例えば1面14区2点の点の付いた「𠀋」はU+2000Bに割り当てられた。

#### 合成文字
- 非漢字の内半濁点付き仮名、アクセント付き国際音声記号で従来のUnicodeに単独の符号としてないもの、声調の上昇調、下降調を示す記号は二つのUnicode符号を組み合わせて表すこととなった。該当する文字は全部で25字ある。これらをOpenTypeで使用するには、オペレーティングシステムやアプリケーションが、OpenTypeのグリフ置換機能に対応する必要がある（この場合グリフ置換のうち、複数の隣り合うグリフをある一つのグリフに置換する機能を使用）。
  - 例えば1面4区87点の半濁点付き「か゚」は「か」のU+304Bの後に合成用半濁点のU+309Aを付けて表すこととなった。
  - 1面11区69点の声調記号上昇調および1面11区70点声調記号下降調はU+02E5とU+02E9の組み合わせで表されるが、これはUnicode BookのChapter 7.8に基づくものである。これによると、U+02E5-U+02E9の5つの記号のうち複数が隣り合うと、上下の声調変化を示す記号ができるというものである。

˩˥（U+02E9 U+02E5）、˥˩（U+02E5 U+02E9）

#### CJK互換漢字の正規化
- JIS X 0213とUnicodeでは包摂規準が異なる。そこで JIS X 0213 での人名用漢字の字形（字体）を区別するために、一部の文字をUnicodeではCJK互換漢字として収録している。CJK互換漢字は、Unicode正規化によりCJK統合漢字に分解（変換）される。この対応として互換漢字用の異体字セレクタ（SVS）を使用して変換前の情報を維持する必要がある。また、CJK統合漢字と字形選択子の組み合わせを1文字として処理する必要もある。SVS対応フォントとしてはIPAexフォント、モリサワのAP版書体などがある。
  - 例えば、KS X 1001由来のCJK互換漢字が誤って入力された場合に、入力エラーとせずUnicode正規化処理で対処する方式（CJK統合漢字のみに変換）を採用すると、CJK互換漢字に収録されている人名用漢字が入力された場合に意図せず変換されてしまう。[3][4]
  - 例えば、神（U+FA19）をUnicode正規化すると神（U+795E）となる。これをSVSを使って 神︀（U+795E U+FE00）とすることで元のCJK互換漢字（の情報、字形）を維持する（SVSの数値文字参照に対応しない閲覧環境では表示が異なることに注意が必要[3]）。

#### CJK互換漢字のIVS対応
- CJK互換漢字やCJK統合漢字+SVSを使用せず、CJK統合漢字と字形選択子補助（英語版）の組み合わせ（IVS/IVD対応）により異体字（Unicodeでは包摂されるが、JIS X 0213として別の字体）を表現する場合、JIS X 0213の文字をこの組み合わせに変換する方法（複数あるため1つの方法を選んで変換）と、組み合わせを処理および表現（IVS対応フォントの導入）する必要がある。異体字セレクタ#実装も参照。

- - 例えば、IVSとしてAdobe-Japan1コレクションを使用すると神（U+FA19）は神󠄀（U+795E U+E0100）となる。（游書体、ヒラギノ、花園フォントなどのIVS対応フォントが必要である）
  - 例えば、IVSとして文字情報基盤整備事業のMoji_Johoコレクションを使用すると神（U+FA19）は神󠄃（U+795E U+E0103）となる。（IPAmj明朝、花園フォントなどのIVS対応フォントが必要である）

#### 各OSでの対応状況
なお、Windows Vista以降やmacOSではこれらに対応している。Windows XPではサロゲートペア（代用対）に対応しており、Service Pack 2以上を適用することによってグリフ置換にも対応する。Windows 2000はサロゲートペアに対応しているものの初期設定では無効化されておりレジストリの設定が必要である（Help:特殊文字#古代文字と人工文字参照）。またグリフ置換には未対応である。
アプリケーション側の対応も必要である。Microsoft OfficeのXP以降のバージョンやWindows Vistaに付属するInternet Explorer 7.0、Windows XP以降に付属するメモ帳やワードパッドなどでは対応済みである。

### ほかの実装方法
- JIS X 0213が制定されてすぐのころは、UnicodeにはJIS X 0213が実装されていなかったため、外字領域に文字を定義して使用することが多く行われていた。いくつかの自由なフォントではそのような実装が行われている[※ 1]。
- 日本のデータ放送などで使用されるARIB STD-B24では、ARIBの文字符号化方法の文字セットとしてJIS X 0213が使用可能となっている。「JIS互換漢字1面集合」でJIS X 0213:2004の1面、「JIS互換漢字2面集合」でJIS X 0213:2004の2面が使用される。この符号化方式の中には「国際符号化文字集合」を使用する方法があり、通常のUnicodeのマッピングのほか、「BMPセット」としてUnicodeでの「基本多言語面」で全てを表現できるようにJIS X 0213での「追加漢字面」の文字を「基本多言語面」の外字領域にマッピングしなおした文字セットが別に使用可能とされている。
- JAVA 7では通常のShift_JIS-2004形式の実装(x-SJIS_0213)のほかShift_JIS-2004にMicrosoftコードページ932を上書きした符号化方式(x-MS932_0213)に対応している。

## 先行実装との互換性
JIS X 0213の第1面13区にはNEC特殊文字が、一部を除き同じ面区点番号で登録されている。NEC特殊文字はPC-9801やWindowsで幅広く使われていたにもかかわらず、機種依存文字であった。

## JIS X 0213:2004の改正
| 変更のあった文字（黄色は違いの分かりにくいもの） |
| --- |
| 逢芦飴溢茨鰯淫迂厩噂餌襖迦牙廻恢晦蟹葛鞄釜翰翫徽 祇汲灸笈卿饗僅喰櫛屑粂祁隙倦捲牽鍵諺巷梗膏鵠甑叉 榊薩鯖錆鮫餐杓灼酋楯薯藷哨鞘杖蝕訊逗摺撰煎煽穿箭 詮噌遡揃遜腿蛸辿樽歎註瀦捗槌鎚辻挺鄭擢溺兎堵屠賭 瀞遁謎灘楢禰牌這秤駁箸叛挽誹樋稗逼謬豹廟瀕斧蔽瞥 蔑篇娩鞭庖蓬鱒迄儲餅籾爺鑓愈猷漣煉簾榔屢冤叟咬嘲 囀徘扁棘橙狡甕甦疼祟竈筵篝腱艘芒虔蜃蠅訝靄靱騙鴉 |
| 字体の変更前後の比較（GIFアニメ） |
| JIS X 0213の字体の変更前後の比較 |

### 例示字形の変更
JIS X 0213:2004は、JIS X 0213:2000の例示字形を変更している。変更があったのは表1の通りである。
全部で168字あり、おおむね、拡張新字体から、いわゆる康熙字典体型へ変更されている。「叉」や「釜」などは筆押さえを取っている。また、「蟹」（「解」と「虫」を離した）や「祟」（出を小さくした）など、違いの分かりにくいものもある。
この変更は、国語審議会の答申「表外漢字字体表」に示されている字体に合わせるものである。ただし、文字コード規格とは文字の符号化表現を定めるものであり、例示字形は何ら規範的な役割を持たないことを謳っていながら、こうした変更を行うことに対して批判的な意見が公開レビューなどで寄せられた。

### 追加された10文字
| 追加された10文字     |
| -------------------- |
| 俱剝𠮟吞噓姸屛幷瘦繫 |
| 従来の文字           |
| 倶剥叱呑嘘妍屏并痩繋 |

第3水準に追加された10字は表2の通りである。Unicodeで別の符号が与えられていたために追加されたものである。これらは表の下に示した従来の文字に対する異体字である。

### フォントの対応
- マイクロソフトは2007年に発売したWindows Vistaから、標準搭載フォント[※ 2]の字形を旧来のJIS X 0208:1990のものから、JIS X 0213:2004のものに変更した。また、旧来の字形を表示できるフォントパッケージも公開された[5]。
- Appleも2007年発売のMac OS X v10.5において、例示字形の変更に対応したヒラギノ Nフォントを追加している。
- 情報処理推進機構がLinuxなどのOSで使用するためのフリーフォントとして公開しているIPAフォントもフォントの字形をJIS X 0213:2004のものに変更した[※ 3]。

上記対応によりほぼ全てのOSにおいてJIS X 0213:2004の字形が標準で使用可能となった。
JIS X 0213:2004では、JIS X 0213:2004で規定されている全ての文字種が含まれていて、各文字がJIS X 0213:2004での包摂基準に従っており、JIS X 0213:2004で規定されているそれぞれの文字の区別がつけることができる（たとえばJIS X 0213:2004での異体字関係となる「神（片仮名の「ネ」の字形に似た示偏）」と「神（漢字の「示」の字形の示偏）」が違う字形となっている）ことが求められているだけであり、例示字形と完全に同一の字形であることが求められているわけではないので、JIS X 0213:2004の包摂基準範囲内で自由に字形を選択してもJIS X 0213:2004に従った字形（たとえば「辻」が二点之繞でなくてもJIS X 0213に従った字形）ということができる。ただし、一般的にJIS X 0213:2004に従った字形のフォントとして発売されているフォントは、二点之繞や食偏なども含めてJIS X 0213:2004の例示字形に沿った字形を選択しているフォントがほとんどである。

## JIS X 0213:2012の改正
2010年（平成22年）11月30日の常用漢字表改定に対応して、引用例の変更、附属書12の追加がなされた。